# Латвийско-украинские отношения
Латвийско-украинские отношения — двусторонние дипломатические отношения между Латвией и Украиной.

## История
Украина и Латвия до 1917 года входили в состав одного государства — Российской империи.
В начале XX века украинские и латвийские политические силы сотрудничали в рамках Союза автономистов, Союза народов, Лиги инородческих народов России и Съезда народов России.

### Отношения между Украинской Народной Республикой и Латвийской Республикой

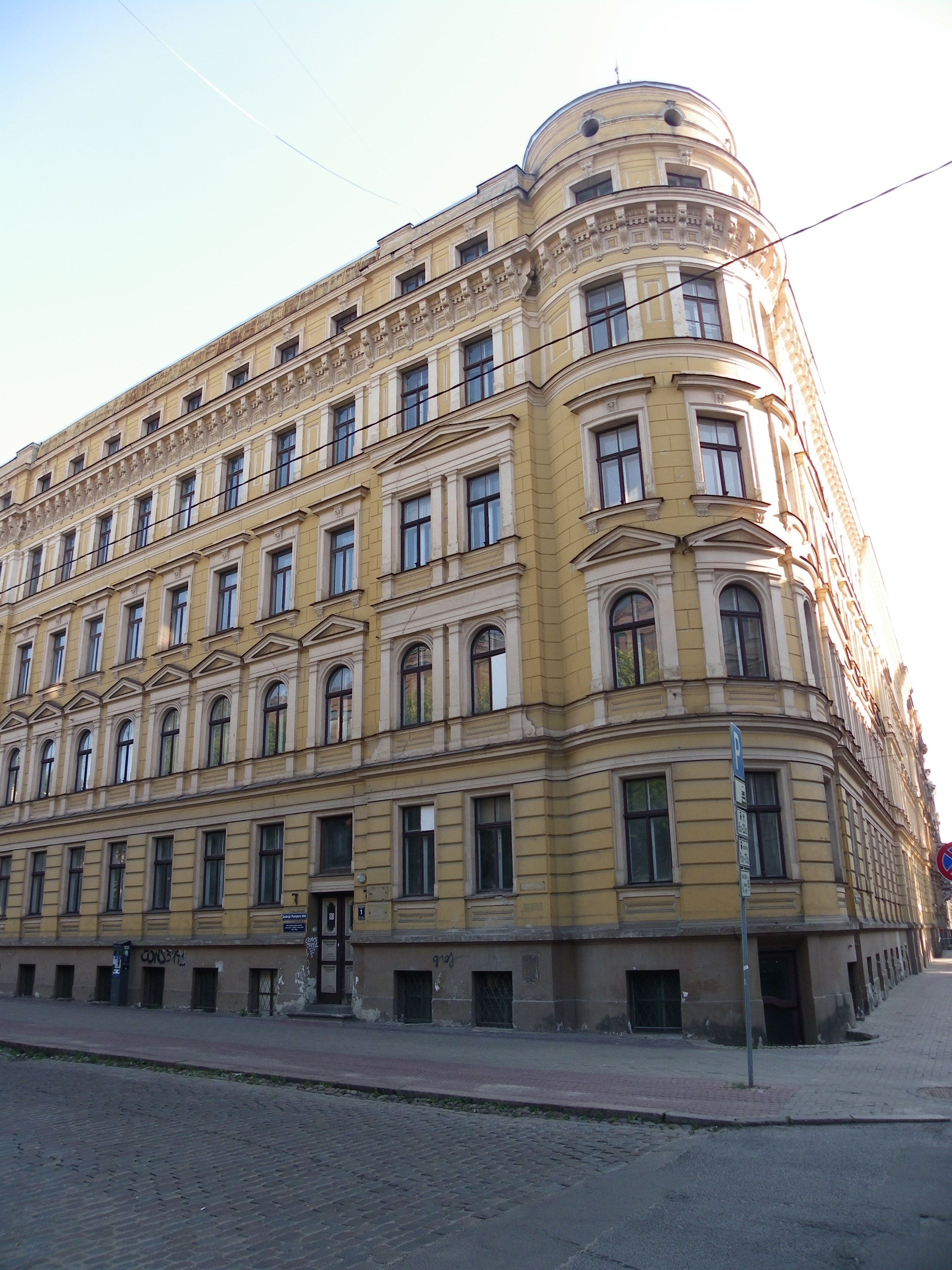
Дом, в котором с 1920 по 1921 год находилось официальное представительство УНР в Латвии. Латвия, Рига, ул. Антонияс, 6

Латвийско-украинские дипломатические отношения впервые были установлены в 1918 году — в декабре 1918 года начало действовать представительство Временного правительства Латвии на Украине, 1 сентября 1919 года открыто консульство Украинской Народной Республики в Риге, 16 января 1920 года — официальная миссия в Латвии, а весной 1920 года — пресс-бюро УНР. Государства взаимно признавали друг друга.
Основными направлениями сотрудничества между УНР и Латвией были вопросы беженцев и освобождения военных. В рамках решения первого вопроса 22 ноября 1919 года латвийские власти выделили кредит украинскому консульству для покрытия расходов, связанных с отсылкой беженцев на родину и организацией курьерской связи, а в июне 1920 года на Украине начал действовать представитель латвийского общества реэвакуации беженцев. В рамках решения второго — украинское консульство с самого начала своей работы начало добиваться освобождения солдат-украинцев с латвийской военной службы и получило в этом поддержку командования Латвийской армии, а 22 июня 1920 вышел официальный приказ главного атамана и военного министра УНР Симона Петлюры об освобождении граждан Латвии, как граждан «дружественного государства», от службы в армии УНР.

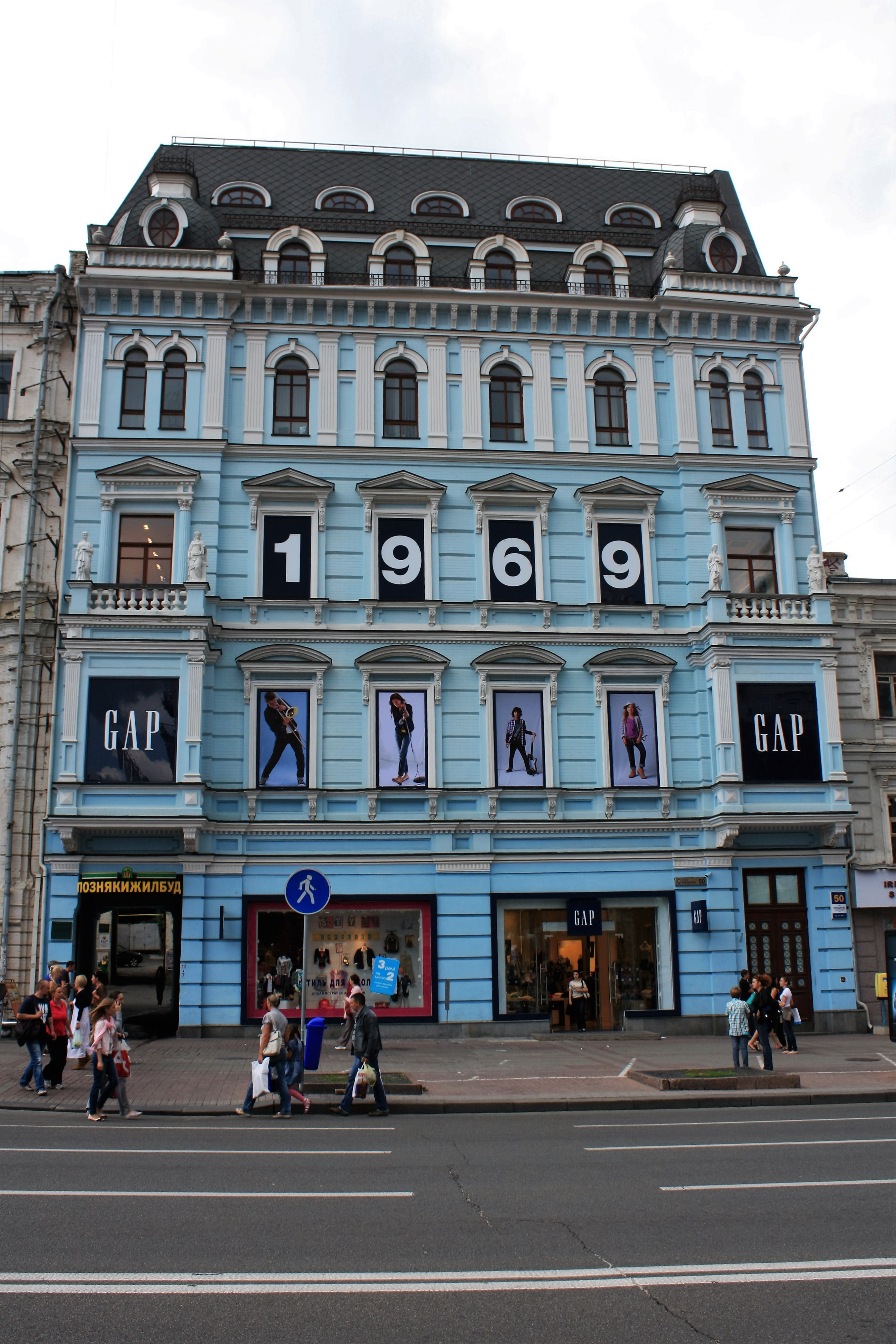
Дом, в котором с 1918 по 1919 год находилось официальное представительство Латвии на Украине. Украина, Киев, ул. Крещатик, 50

Также государства активно сотрудничали в рамках Парижской мирной конференции (в том числе в вопросе денежных кредитов для официальной деятельности делегаций) в 1919—1920 годах; принимали участие в Тартуской конференции балтийских стран в октябре 1919 года, куда УНР была приглашена на правах наблюдателя, и в конференции в Булдури в августе 1920 года, куда УНР была приглашена к участию именно по инициативе Латвии. По итогам последней были созданы Совет уполномоченных балтийских государств и Совет военных представителей стран-участниц в деятельности которых приняли участие и Латвия с УНР.
В экономической сфере было выдвинуто несколько проектов сотрудничества, однако все они не были реализованы из-за войны.
После подписания в 1921 году Договора о взаимном признании с УССР Латвия прекратила официальные контакты с УНР.
Консулы Украины в Риге:
- Никифор Бендеровский. Назначен в 1919 году[1][2];
- Эрик Фляйшер. Исполняющий обязанности. Назначен в 1919 году[1].

Послы Украины в Лавтии:
- Владимир Кедровский. Назначен в январе 1920 года[2].

Представители Временного правительства Латвии на Украине:
- Кристапас Бахманис. С марта 1919 года также, по совместительству, представитель Временного правительства Латвии при Добровольческой армии, в Крыму, на Дону и Кубани, в Грузии и Армении[1]. Назначен в декабре 1918 года[1].

Межправительственные договоры:
- Проект политической конвенции между Польшей, Латвией, Литвой, Украиной, Финляндией и Эстонией по итогам конференции в Булдури от 31 августа 1920 года (выражалась готовность взаимного признания всех сторон de jure, решение всех неприятностей мирным путём, намерение заключить военную конвенцию оборонного характера и т. д.)[1].

Официальные ноты:
- Со стороны Украины:
  - Совместная нота Украины, Белоруссии, Литвы и Эстонии о протесте, в связи с обыском в одном из консульств, а также против конфискации латвийской армией автомашин дипломатических представительств, выдворения из Латвии иностранных граждан и их мобилизации в латвийскую армию от 5 декабря 1919 года[1];
  - Нота о признании Украиной независимости Латвии и её Временного правительства от 10 декабря 1919 года[1];
  - Декларация правительства УНР об укреплении добрососедских отношений с Румынией и солидарными с Украиной балтийскими, черноморскими и кавказскими странами от 2 июня 1920 года[1];
  - Протест против переговоров Латвии с Советской Украиной от 27 января 1921 года[1].
- Со стороны Латвии:
  - Нота о признании Латвией УНР от 17 февраля 1920 года[1];
  - Официальное приглашение на конгресс почтовой и телеграфной связи в Булдури от 9 сентября 1920 года[1].

### Отношения между Украинской ССР и Латвийской Республикой
После занятия территории Украины Красной армией летом 1920 года возникла проблема возвращения оттуда латвийских беженцев — советская власть, ссылаясь на отсутствие договоренностей между Латвией и Советской Украиной, фактически заблокировала выезд тысяч латвийских граждан. Эта проблема вызвала большое беспокойство у латвийского правительства, в связи с чем оно пошел на уступки советской власти — в сентябре 1920 года Рига, столица Латвийской Республики, стала площадкой для советско-польских мирных переговоров, где советскую сторону представляли делегации Советской России и Советской Украины, тогда же начались и предварительные консультации между представителями Латвии и УССР. В рамках предварительных консультаций советские представители предложили предоставить латвийцам «зерно в обмен на признание» и предварительно заключить политический договор, в свою очередь латвийские представители выразили заинтересованность возможностью подписать репатриационное соглашение и вернуть домой 4500 латвийцев, а также возвращением имущества, вывезенного с территории Латвии российскими войсками во время Первой мировой войны. Уже 27 ноября латвийское правительство получило от главы Совета народных комиссаров и комиссара иностранных дел Украинской ССР Христиана Раковского предложение начать официальные переговоры об установлении дипломатических отношений, однако под давлением Франции и Великобритании вынуждено было отказать. В ответ, чтобы сделать латвийцев сговорчивее, советские дипломаты предложили провести репрессии против граждан Латвии на Украине, но советское правительство выбрало другой подход — оно отказалось возвращать оборудование предприятий, но позволило 1500 латвийцам репатриироваться (только тем, которые не были квалифицированными специалистами). Вместе с репатриантами в Латвию отправилась «рабочая делегация», которая ознакомилась с условиями труда репатриированных рабочих и публично задекларировала неприемлемость этих условий. 19 февраля 1921 года министр иностранных дел Латвии Зигфрид Анна Мейеровиц проинформировал представителей УНР, о том, что Латвийское государство всегда с симпатией относилась к усилиям украинцев приложенным к созданию независимого государства, однако вынуждено учитывать реальную власть, существующую на территории Украины, и поэтому начинает переговоры с представителями УССР.
Официальные переговоры между правительствами Латвийской Республики и Украинской ССР начались в мае 1921 года в Москве и завершились 3 августа подписанием двух соглашений, которыми стороны «безоговорочно» признали друг друга «самостоятельными, независимыми, суверенными странами», урегулировали вопрос взаимного возвращения беженцев и оптантов, а также взяли на себя обязательство «не допускать на своей территории создания или пребывания никаких организаций и групп, претендующих на роль правительства территории или части территории стороны подписанта, а также правительств и их организаций или должностных лиц, целью которых является свержение правительства другой стороны». В сентябре 1921 года в Харькова прибыл официальный латвийский представитель, а марте 1922 года был назначен полномочный представитель УССР в государствах Прибалтики и его заместитель по Латвии, но ввиду того, что Совнарком продолжал препятствовать проведению репатриации, латвийский дипломат покинул Украину, а управление уполномоченного по делам репатриации в конце концов так и не было реорганизовано в посольство. В то же время, под давлением представителей РСФСР, отдельная дипломатическая миссия УССР в странах Балтии была ликвидирована уже в апреле, а в конце 1922 года УССР перестала быть отдельным объектом международного права ввиду образования СССР.
Полномочные представители УССР в государствах Прибалтики:
- Евгений Терлецкий. Назначен в марте 1922 года[3].

Официальные представители Латвии в УССР:
- Е. Ульман. И.о., назначен в сентябре 1921[3].

Межгосударственные соглашения этого периода:
- Договор между УССР и Латвией от 3 августа 1921[1][3];
- Соглашение «О репатриации беженцев» от 3 августа 1921 года[1][3].

## Современный этап

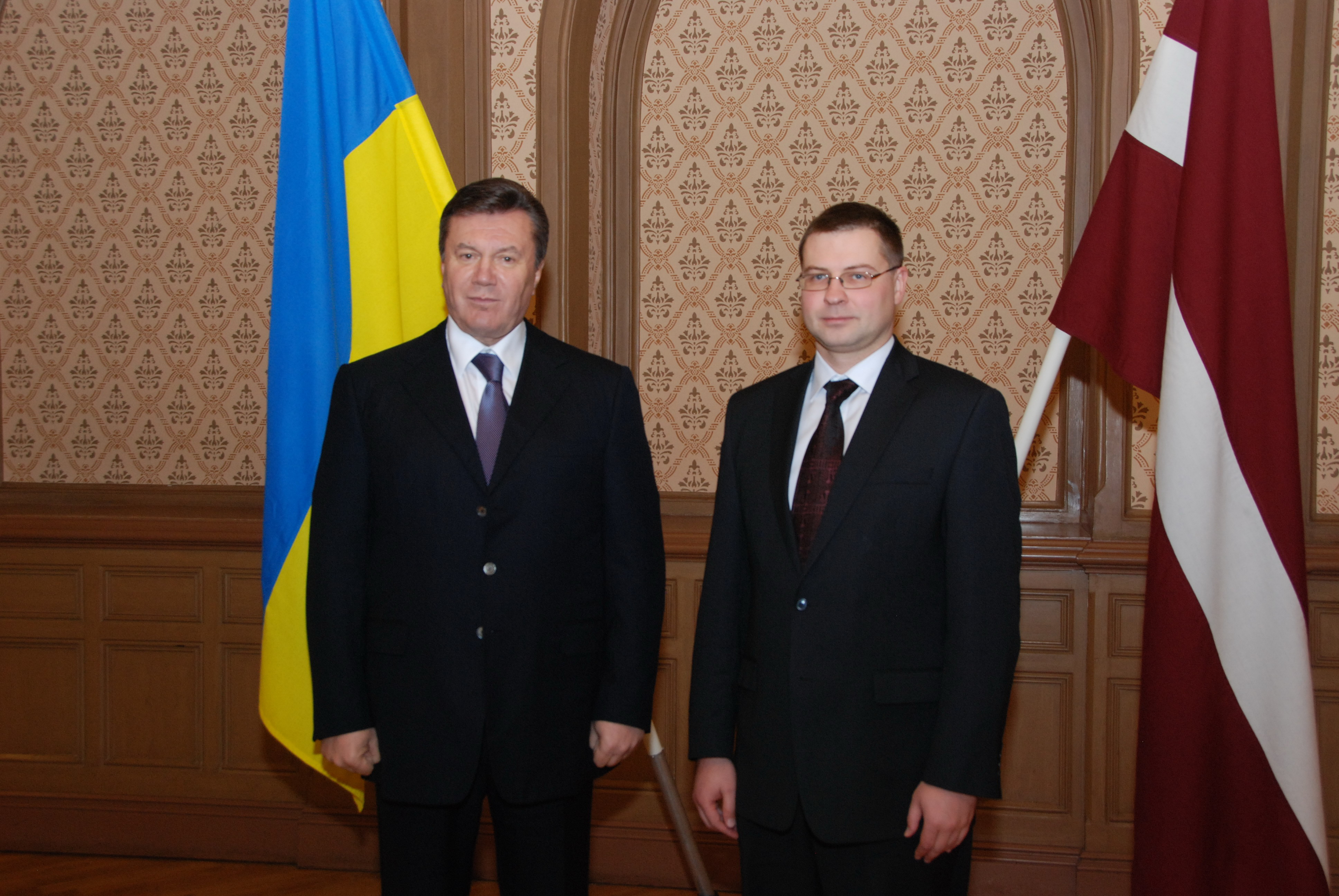
Встреча 15 декабря 2010 года президента Украины Виктора Януковича и премьер-министра Латвии Валдиса Домбровскиса

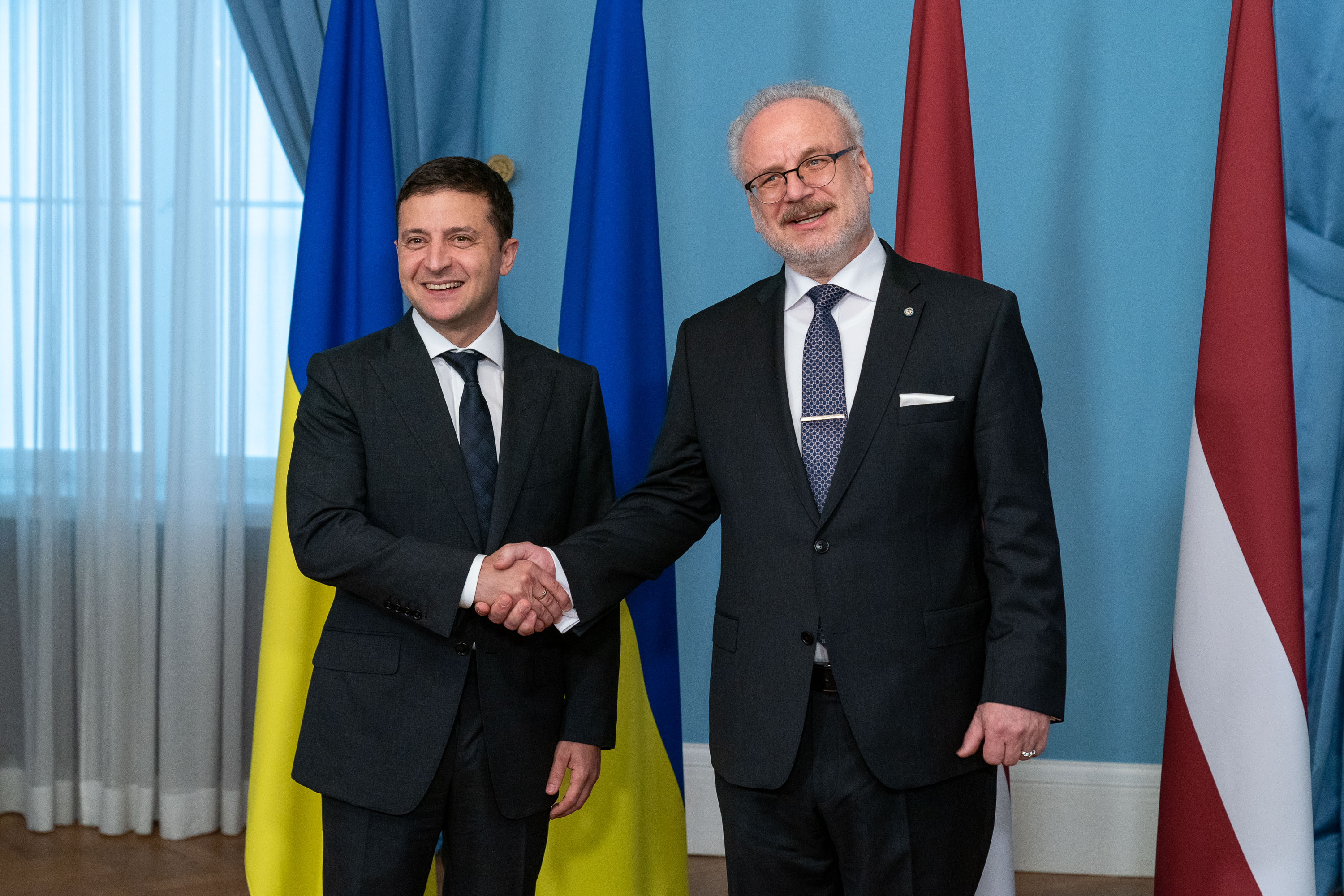
Встреча президентов двух стран 16 октября 2019 года. Слева направо: Владимир Зеленский и Эгилс Левитс.

26 августа 1991 года Украина признала государственную независимость Латвийской Республики, а 4 декабря 1991 года Латвия признала государственную независимость Украины. Дипломатические отношения между двумя странами были установлены 12 февраля 1992 года.
С 1993 года в Риге функционирует Посольство Украины в Латвии, а в Киеве действует Посольство Латвии на Украине. Для углубления двусторонних отношений и расширения сотрудничества между странами в июле 2005 года было открыто Почётное консульство во Львове, а в апреле 2006 года — Почетное консульство Украины в городе Вентспилс. Также в октябре 2019 года было открыто Почётное консульство в Запорожье.